# Schlierbach (Haut-Rhin)
Schlierbach település Franciaországban, Haut-Rhin megyében. Lakosainak száma 1290 fő (2022. január 1.). Schlierbach Dietwiller, Landser, Steinbrunn-le-Bas, Kœtzingue, Geispitzen és Kembs községekkel határos.

## Népesség
A település népessége az elmúlt években az alábbi módon változott:
| Lakosok száma | 1145 | 1205 | 1241 | 1227 | 1260 | 1269 | 1271 | 1281 | 1290 |
|               | 2013 | 2015 | 2016 | 2017 | 2018 | 2019 | 2020 | 2021 | 2022 |